# Пстронже
Пстронже (пол. Pstrąże) — село в Польщі, у гміні Болеславець Болеславецького повіту Нижньосілезького воєводства.